# Justicia de acero
Justicia de acero (título original: Steele Justice) es una película de acción estadounidense de 1987 dirigida por Robert Boris y protagonizada por Martin Kove, Sela Ward y Soon-Tek Oh.

## Argumento
Doce años han pasado desde que John Steele regresase a Estados Unidos de la guerra de Vietnam pero no consigue olvidar su pasado. Por ello su vida va de fracaso en fracaso y su único consuelo es su amigo Lee Van Minh, un refugiado vietnamita, y su familia. 
Sin embargo, esta balsa de estabilidad se hunde cuando un antiguo general survietnamita Kwan y sus secuaces asesinan a Minh y a casi toda su familia en un ataque que casi mata también a él. Su hija Cami sobrevive al ataque y pide ayuda a Steele, que la acoge como si fuera su hija. 
Steele, que conoce a Kwan, ya que intentó asesinarlo en Vietnam durante los últimos días de su estancia allí, mientras que robaba 20 millones de dólares, tiene que volver por ello a la acción y enfrentarse a los fantasmas de su estancia en Vietnam, lo que significa enfrentarse esta vez, y de forma final a Kwan, que con el dinero que robó se ha convertido en un poderoso criminal, líder de una banda y traficante de droga con poderosos vínculos a la comunidad de refugiados vietnamitas en los Estados Unidos. 
Finalmente, a pesar de que lo ponen trabas, Steele consigue derrotar a los secuaces de Kwan, destapar a Kwan comno lo que realmente es, vencerle en un duelo a muerte y quitarse también sus fantasmas del pasado de encima consiguiendo así también una nueva vida con Cami y su amiga Tracy.

## Reparto
| Actor             | Personaje           |
| ----------------- | ------------------- |
| Martin Kove       | John Steele         |
| Sela Ward         | Tracy               |
| Soon-Tek Oh       | Gen. Bon Soong Kwan |
| Ronny Cox         | Bennett             |
| Jan Gan Boyd      | Cami                |
| Bernie Casey      | Det. Tom Reese      |
| Joseph Campanella | Harry               |

## Producción
En los 80 muchas cintas de acción de Hollywood tenían como protagonistas a veteranos de la guerra de Vietnam. Inspirándose en los éxitos de esas películas, que hicieron a actores como Sylvester Stallone y Chuck Norris famosos, se hizo esta.

## Recepción
Al contrario de las otras películas de acción, esta cinta no tuvo éxito de taquilla cuando fue estrenada.
Hoy en día la película ha sido valorada por portales de información en el Internet y por los críticos profesionales. En IMDb, con 739 votos registrados al respecto, esta película obtiene en el portal una media ponderada de 4,9 sobre 10. En Rotten Tomatoes las más de 250 valoraciones de usuarios del portal le dan al largometraje una valoración media de 3 de 5, de los cuales 41% de ellas lo consideran "fresco", mientras que 5 críticos profesionales en ese portal le dan una valoración media de 4,5 de 10 considerando solo 20% de ellos la película como "fresca".